# Ateuchus pauki
Ateuchus pauki är en skalbaggsart som beskrevs av Vladimir Balthasar 1939. Ateuchus pauki ingår i släktet Ateuchus och familjen bladhorningar. Inga underarter finns listade.